# كابروني كا.309
كابروني كا.309 (بالإنجليزية: Caproni Ca.309)‏ وتُلقب قِبليّ (بالإنجليزية: Ghibli)‏، هي طائرةٌ إيطاليَّة استخدمت في ليبيا وشمال إفريقيا في الفترة ما بين 1937 حتى 1943. يُشير لقبها «قِبليّ» إلى الرياح الصحراوية الليبية.

## التطوير
صُممت طائرة «كابروني كا.309» من قِبل تشيزاري بالافيتشينو [الإنجليزية]، استنادًا إلى طائرة النقل كابروني كا.308 بوريا. كان الهدف منها استبدال طائرة
IMAM Ro.1 [الإنجليزية] ثنائية السطح القديمة، ولتكون طائرة استطلاع وهجومٍ أرضي.
كانت كا.309 طائرةأحادية السطح منخفضة الجناح، مزودة بمحرك مكبسي مثبت في كل جناح. أُنتجت الطائرة أيضًا في بلغاريا. عُرف هذا الطراز، الذي بُني منه 24 طائرة، باسم «Kaproni-Bulgarski KB 6/KB 309 Papagal».

## التشغيل
خدمت طائرة كا.309 في ليبيا خلال الجزء الأول من الحرب العالمية الثانية مع شركة أوتو صحران [الإنجليزية]، محققةً نتائج عملياتية ممتازة.
بعد خسارة المستعمرات الإفريقية، أُعيدت الطائرات المتبقية إلى إيطاليا، حيث استُخدمت طائراتٍ للنقل. اشترت حكومة باراغواي طائرتين منها لسلاحها الجوي العسكري. استُخدمتا طائرتي نقل من عام 1939 إلى عام 1945، وفي ذلك العام نُقلتا إلى شركة الخطوط الجوية الوطنية للنقل (LATN)، وهي أول شركة طيران باراغوايانية يديرها سلاح الطيران العسكري. ظلت الطائرتان في الخدمة الفعلية حتى أوائل خمسينيات القرن العشرين، ثم بيعتا لاحقًا إلى مالك أرجنتيني خاص.

## المشغلون
مملكة إيطاليا
- ريجيا إيرونوتيكا، شغلت 243 طائرةً من كابروني كا.309[2]

 إيطاليا
- القوات الجوية الإيطالية[3]

 بلغاريا
- القوات الجوية البلغارية

 باراغواي
- القوات الجوية الباراغوايانية [الإنجليزية]، شغلت طائرتي كابروني كا.309
- شغلت شركة الخطوط الجوية الوطنية للنقل (LATN) طائرتي كابروني كا.309 والتي كانت القوات الجويَّة تستعملها سابقًا

 النرويج
- سلاح الجو الملكي النرويجي

## الذكرى
يُطلق لقب الطائرةعلى استوديو غيبلي، وهو استوديو رسوم متحركة ياباني معروفٌ بأفلامه الروائيَّة.